# جایزه اسکار بهترین تدوین
جایزه اسکار بهترین تدوین یکی از جوایز سالانهٔ اسکار است.

## بیشترین برندگان
| دسته                            | نام                                         | تعداد                 | سال                 | توضیحات                                         |
| ------------------------------- | ------------------------------------------- | --------------------- | ------------------- | ----------------------------------------------- |
| بیشترین برنده                   | مایکل کان تلما شونمیکر دنیل مَندِل رالف داسون | ۳ ۳ جایزه ۳ بار برنده | ۱۹۹۸ ۲۰۰۶ ۱۹۶۰ ۱۹۳۸ | ۸ بار نامزد ۷ بار نامزد ۵ بار نامزد ۴ بار نامزد |
| بیشترین نامزد                   | مایکل کان                                   | ۸ بار نامزدی          | ۲۰۱۲                |                                                 |
| بیشترین نامزد بدون دریافت جایزه | جری همبلینگ فردریک کنوتسون                  | ۶ نامزدی              | ۱۹۹۶ ۱۹۶۳           | درگذشتهٔ ۲۰۱۳ درگذشتهٔ ۱۹۶۴                       |

این اطلاعات از آکادمی اسکار گرفته شده‌است.

## برندگان و نامزدها

### رده ۱۹۳۰
| سال                             | تدوین‌گر                      | فیلم |
| ------------------------------- | ---------------------------- | ---- |
| ۱۹۳۴ هفتمین دوره جوایز اسکار    |                              |      |
| کنراد ای. نرویگ                 | اسکیمو                       |      |
| آن بوچنز                        | کلئوپاترا                    |      |
| جین میلفورد                     | یک شب عشق                    |      |
| ۱۹۳۵ هشتمین دوره جوایز اسکار    |                              |      |
| رالف داسون                      | رؤیای شب نیمه تابستان        |      |
| رابرت جی. کرن                   | دیوید کاپرفیلد               |      |
| جورج هیولی                      | خبرچین                       |      |
| باربارا مک‌لین                   | بی‌نوایان                     |      |
| Ellsworth Hoagland              | زندگی بنگال لانسر            |      |
| مارگارت بوت                     | شورش در بونتی                |      |
| ۱۹۳۶ نهمین دوره جوایز اسکار     |                              |      |
| رالف داسون                      | آنتونی ادورس                 |      |
| ادوارد کرتیس                    | Come and Get It              |      |
| ویلیام اس. گری                  | زیگفلد کبیر                  |      |
| باربارا مک‌لین                   | لویدز لندن                   |      |
| کنراد ای. نرویگ                 | داستان دو شهر                |      |
| Otto Meyer                      | تئودورا وحشی می‌شود           |      |
| ۱۹۳۷ دهمین دوره جوایز اسکار     |                              |      |
| جین هولیک، جین میلفورد          | افق گمشده                    |      |
| Al Clark                        | حقیقت تلخ                    |      |
| المو ورون                       | ناخداهای دلیر                |      |
| Basil Wrangell                  | خاک خوب                      |      |
| برنارد دابلیو. برتون            | یکصد مرد و یک دختر           |      |
| ۱۹۳۸ یازدهمین دوره جوایز اسکار  |                              |      |
| رالف داسون                      | ماجراهای رابین‌هود            |      |
| باربارا مک‌لین                   | گروه رگتایم الکساندر         |      |
| تام هلد                         | والس بزرگ                    |      |
| تام هلد                         | پرواز آزمایشی                |      |
| جین هولیک                       | نمی‌توانی این را با خودت ببری |      |
| ۱۹۳۹ دوازدهمین دوره جوایز اسکار |                              |      |
| هال سی. کرن، جیمز ئی. نیوکام    | بر باد رفته                  |      |
| چارلز فرند                      | خداحافظ، آقای چیپس           |      |
| جین هولیک، Al Clark             | آقای اسمیت به واشینگتن می‌رود |      |
| باربارا مک‌لین                   | فصل باران آمد                |      |
| اوتو لوورینگ، دوروتی اسپنسر     | دلیجان                       |      |

### دهه ۱۹۴۰
| سال                                | تدوین‌گر                        | فیلم |
| ---------------------------------- | ------------------------------ | ---- |
| ۱۹۴۰ سیزدهمین دوره جوایز اسکار     |                                |      |
| آن بوچنز                           | North West Mounted Police      |      |
| رابرت ال. سیمپسون                  | خوشه‌های خشم                    |      |
| وارن لو                            | نامه                           |      |
| Sherman Todd                       | سفر دریایی طولانی به خانه      |      |
| هال سی. کرن                        | ربه‌کا                          |      |
| ۱۹۴۱ چهاردهمین دوره جوایز اسکار    |                                |      |
| William Holmes                     | گروهبان یورک                   |      |
| رابرت وایز                         | همشهری کین                     |      |
| هارولد اف. کرس                     | دکتر جکیل و آقای هاید          |      |
| جیمز بی. کلارک                     | دره من چه سرسبز بود            |      |
| دنیل مندل                          | روباه‌های کوچک                  |      |
| ۱۹۴۲ پانزدهمین دوره جوایز اسکار    |                                |      |
| دنیل مندل                          | غرور یانکی‌ها                   |      |
| هارولد اف. کرس                     | خانم مینی‌ور                    |      |
| Otto Meyer                         | شهره شهر (فیلم ۱۹۴۲)           |      |
| والتر ای. تامپسون                  | This Above All                 |      |
| جرج ایمی                           | احمق آمریکایی خوش‌تیپ           |      |
| ۱۹۴۳ شانزدهمین دوره جوایز اسکار    |                                |      |
| جرج ایمی                           | نیروی هوایی                    |      |
| اوئن مارکس                         | کازابلانکا                     |      |
| Doane Harrison                     | پنج گور تا قاهره               |      |
| Sherman Todd, John F. Link Sr.     | زنگ‌ها برای که به صدا در می‌آیند |      |
| باربارا مک‌لین                      | آوای برنادت                    |      |
| ۱۹۴۴ هفدهمین دوره جوایز اسکار      |                                |      |
| باربارا مک‌لین                      | ویلسون                         |      |
| لروی استون                         | به راه خود می‌روم               |      |
| اوئن مارکس                         | Janie                          |      |
| رولاند گروس                        | None but the Lonely Heart      |      |
| هال سی. کرن، جیمز ئی. نیوکام       | از وقتی تو رفتی                |      |
| ۱۹۴۵ هجدهمین دوره جوایز اسکار      |                                |      |
| رابرت جی. کرن                      | ولوت ملی                       |      |
| Harry Marker                       | زنگ‌های کلیسای مریم مقدس        |      |
| Doane Harrison                     | تعطیلی ازدست‌رفته               |      |
| جرج ایمی                           | Objective, Burma!              |      |
| چارلز نلسون                        | ترانه‌ای برای یادآوری           |      |
| ۱۹۴۶ نوزدهمین دوره جوایز اسکار     |                                |      |
| دنیل مندل                          | بهترین سال‌های زندگی ما         |      |
| ویلیام هورنبک                      | چه زندگی شگفت‌انگیزی            |      |
| ویلیام لیون                        | داستان جولسون                  |      |
| آرتور هیلتون                       | آدمکش‌ها                        |      |
| هارولد اف. کرس                     | یک سالگی (فیلم)                |      |
| ۱۹۴۷ بیستمین دوره جوایز اسکار      |                                |      |
| فرنسیس دی. لیون، رابرت پریش        | جسم و روح                      |      |
| Monica Collingwood                 | زن اسقف                        |      |
| هارمون جونز                        | قرارداد شرافتمندانه            |      |
| جرج وایت                           | خیابان دلفین سبز               |      |
| فرگوس مک‌دانل                       | مرد ناجور                      |      |
| ۱۹۴۸ بیست و یکمین دوره جوایز اسکار |                                |      |
| پل ودروکس                          | The Naked City                 |      |
| Frank Sullivan                     | ژاندارک                        |      |
| دیوید ویسبارت                      | جانی بلیندا                    |      |
| کریستین نایبی                      | رودخانه سرخ                    |      |
| رجینالد میلز                       | کفش‌های قرمز                    |      |
| ۱۹۴۹ بیست و یکمین دوره جوایز اسکار |                                |      |
| هری دابلیو. گرستاد                 | قهرمان                         |      |
| رابرت پریش، Al Clark               | تمام مردان شاه                 |      |
| John Dunning                       | میدان جنگ                      |      |
| Richard L. Van Enger               | شن‌های آیو جیما                 |      |
| فردریک نیوتسن                      | پنجره (فیلم ۱۹۴۹)              |      |

### دهه ۱۹۵۰
- ۱۹۵۰ معادن شاه سلیمان—رالف ای. وینترز, کنراد ای. نرویگ
  - همه‌چیز درباره ایو—باربارا مک‌لین
  - Annie Get Your Gun—جیمز ئی. نیوکام
  - سان‌ست بلوار—آرتور پ. اشمیت، Doane Harrison
  - مرد سوم—اسوالد هافنریختر
- ۱۹۵۱ مکانی در آفتاب—ویلیام هورنبک
  - یک آمریکایی در پاریس—آدرین فازان
  - تصمیم قبل از شفق—دوروتی اسپنسر
  - کجا می‌روی—رالف ای. وینترز
  - چاه—چستر شیفر
- ۱۹۵۲ نیمروز—المو ویلیامز, هری دابلیو. گرستاد
  - برگرد، شبای کوچک—وارن لو
  - Flat Top—William Austin
  - بزرگترین نمایش روی زمین—آن بوچنز
  - مولن روژ—رالف کمپلن
- ۱۹۵۳ از اینجا تا ابدیت—ویلیام لیون
  - Crazylegs—Irvine (Cotton) Warburton
  - ماه آبی است—اوتو لودویگ (تدوینگر)
  - تعطیلات در رم—رابرت سوینک
  - جنگ دنیاها—Everett Douglas
- ۱۹۵۴ در بارانداز—جین میلفورد
  - شورش کین—ویلیام لیون، Henry Batista
  - متکبرها—رالف داسون
  - هفت عروس برای هفت برادر—رالف ای. وینترز
  - ۲۰٬۰۰۰ فرسنگ زیر دریا—المو ویلیامز
- ۱۹۵۵ پیک‌نیک—چارلز نلسون, ویلیام لیون
  - مدرسه اوباش و اراذل—فریس وبستر
  - پل‌ها توکو-ری—آلما مکروری
  - اکلاهما!—جین روجرو، George Boemler
  - خالکوبی رز—وارن لو
- ۱۹۵۶ دور دنیا در هشتاد روز—جین روجرو, پل ودروکس
  - The Brave One—Merrill G. White
  - غول—ویلیام هورنبک، Philip W. Anderson, Fred Bohanan
  - کسی آن بالا مرا دوست دارد—آلبرت اکست
  - ده فرمان—آن بوچنز
- ۱۹۵۷ پل رودخانه کوای—پیتر تیلور
  - جدال در اوکی کرال—وارن لو
  - Pal Joey—ویولا لارنس، جروم ثامس
  - سایونارا—آرتور پ. اشمیت، Philip W. Anderson
  - شاهدی برای تعقیب—دنیل مندل
- ۱۹۵۸ ژی‌ژی—آدرین فازان
  - عمه میم—ویلیام اچ. زیگلر
  - کابوی—ویلیام لیون، Al Clark
  - ستیزه‌جویان—فردریک نیوتسن
  - می‌خواهم زنده بمانم!—ویلیام هورنبک
- ۱۹۵۹ بن هور—رالف ای. وینترز, John D. Dunning
  - تشریح یک قتل—لوئیس آر. لوفلر
  - شمال از شمال غربی—جورج توماسینی
  - داستان راهبه—والتر ای. تامپسون
  - در ساحل (فیلم ۱۹۵۹)—فردریک نیوتسن

### دهه ۱۹۶۰
- ۱۹۶۰ آپارتمان—دنیل مندل
  - آلامو—استیوارت گیلمور
  - میراث باد—فردریک نیوتسن
  - Pepe—ویولا لارنس، Al Clark
  - اسپارتاکوس—رابرت لارنس
- ۱۹۶۱ داستان وست ساید—Thomas Stanford
  - فانی—ویلیام اچ. رینولدز
  - توپ‌های ناوارون—آلن آسبیستون
  - محاکمه در نورنبرگ—فردریک نیوتسن
  - تله والدین (فیلم ۱۹۶۱)—Philip W. Anderson
- ۱۹۶۲ لورنس عربستان—آن وی. کوتس
  - طولانی‌ترین روز—ساموئل ئی. بیتلی
  - کاندیدای منچوری—فریس وبستر
  - مرد موسیقی—ویلیام اچ. زیگلر
  - شورش در کشتی بونتی—John McSweeney, Jr.
- ۱۹۶۳ چگونه غرب تسخیر شد—هارولد اف. کرس
  - کاردینال—لوئیس آر. لوفلر
  - کلئوپاترا—دوروتی اسپنسر
  - فرار بزرگ—فریس وبستر
  - دنیای دیوانه، دیوانه، دیوانه، دیوانه—فردریک نیوتسن, رابرت سی. جونز، جین فاولر جونیور
- ۱۹۶۴ مری پاپینز—کاتن واربرتون
  - بکت—آن وی. کوتس
  - Father Goose—تد جی. کنت
  - هیس... هیس، شارلوت عزیز—مایکل لوچانو
  - بانوی زیبای من—ویلیام اچ. زیگلر
- ۱۹۶۵ اشک‌ها و لبخندها—ویلیام اچ. رینولدز
  - کت بالو—چارلز نلسون
  - دکتر ژیواگو—Norman Savage
  - پرواز فونیکس—مایکل لوچانو
  - مسابقه بزرگ—رالف ای. وینترز
- ۱۹۶۶ جایزه بزرگ—فردریک استاینکمپ, Henry Berman, Stewart Linder, Frank Santillo
  - سفر شگفت‌انگیز—William B. Murphy
  - روس‌ها می‌آیند، روس‌ها می‌آیند—هال اشبی، جی. تری ویلیامز
  - دانه‌های شن—ویلیام اچ. رینولدز
  - چه کسی از ویرجینیا وولف می‌ترسد؟—سام اوستین
- ۱۹۶۷ در گرمای شب—هال اشبی
  - Beach Red—فرانک پی. کلر
  - دوازده مرد خبیث—مایکل لوچانو
  - دکتر دولیتل—ساموئل ئی. بیتلی, Marjorie Fowler
  - حدس بزن چه‌کسی برای شام می‌آید—رابرت سی. جونز
- ۱۹۶۸ بولیت—فرانک پی. کلر
  - دختر شوخ—رابرت سوینک, Maury Winetrobe, William Sands
  - زوج عجیب (فیلم)—Frank Bracht
  - الیور!—رالف کمپلن
  - Wild in the Streets—Fred Feitshans, Eve Newman
- ۱۹۶۹ زد—فرانسواز بونو
  - سلام، دالی!—ویلیام اچ. رینولدز
  - کابوی نیمه‌شب—Hugh A. Robertson
  - راز سانتا ویتوریا—ویلیام لیون، Earle Herdan
  - مگر آنها اسب‌ها را خلاص نمی‌کنند؟—فردریک استاینکمپ

### دهه ۱۹۷۰
- ۱۹۷۰ پاتون—هیو اس. فاولر
  - فرودگاه—استیوارت گیلمور
  - مش—Danford B. Greene
  - تورا! تورا! تورا!—جیمز ئی. نیوکام، Pembroke J. Herring, Inoue Chikaya
  - Woodstock—تلما شونمیکر
- ۱۹۷۱ ارتباط فرانسوی—جرالد بی. گرینبرگ
  - جاذبه آندرومدا—استیوارت گیلمور، جان دابلیو. هولمز
  - پرتقال کوکی—بیل باتلر (تدوین‌گر)
  - کچ—رالف ای. وینترز
  - تابستان ۴۲—Folmar Blangsted
- ۱۹۷۲ کاباره—دیوید برترتون
  - بازماندگان—Tom Priestley
  - پدرخوانده—ویلیام اچ. رینولدز، پیتر زینر
  - الماس داغ—فرانک پی. کلر، Fred W. Berger
  - ماجرای پوزیدون—هارولد اف. کرس
- ۱۹۷۳ نیش—ویلیام اچ. رینولدز
  - دیوارنویسی آمریکایی—ورنا فیلدز، مارسیا لوکاس
  - روز شغال—رالف کمپلن
  - جن‌گیر—Jordan Leondopoulos, Bud Smith, Evan Lottman, Norman Gay
  - جاناتان مرغ دریایی—فرانک پی. کلر، James Galloway
- ۱۹۷۴ آسمانخراش جهنمی—هارولد اف. کرس, Carl Kress
  - زین‌های درخشان—John C. Howard, Danford Greene
  - محله چینی‌ها—سام اوستین
  - زمین‌لرزه—دوروتی اسپنسر
  - محوطه دراز—مایکل لوچانو
- ۱۹۷۵ آرواره‌ها—ورنا فیلدز
  - بعد از ظهر سگی—دده آلن
  - The Man Who Would Be King—راسل لوید
  - دیوانه از قفس پرید—ریچارد چیو، Lynzee Klingman, شلدون کان
  - سه روز کرکس—فردریک استاینکمپ، Don Guidice
- ۱۹۷۶ راکی—ریچارد هالزی, Scott Conrad
  - همه مردان رئیس‌جمهور—Robert L. Wolfe
  - در راه افتخار—رابرت سی. جونز، Pembroke J. Herring
  - شبکه—الن‌هایم
  - Two-Minute Warning—Eve Newman, Walter Hannemann
- ۱۹۷۷ جنگ ستارگان—Paul Hirsch, مارسیا لوکاس, ریچارد چیو
  - برخورد نزدیک از نوع سوم—مایکل کان
  - جولیا—والتر مرچ
  - اسموکی و بندیت—Walter Hannemann, Angelo Ross
  - نقطه عطف—ویلیام اچ. رینولدز
- ۱۹۷۸ شکارچی گوزن—پیتر زینر
  - پسران برزیل—رابرت سوینک
  - بازگشت به وطن—دان زیمرمن
  - قطار سریع‌السیر نیمه‌شب—جری همبلینگ
  - سوپرمن—استوارت برد
- ۱۹۷۹ اینطور چیزها—الن‌هایم
  - اینک آخرالزمان—ریچارد مارکز، والتر مرچ، جرالد بی. گرینبرگ، لیسا فروکتمن
  - اسب سیاه—رابرت دالوا
  - کرامر علیه کرامر—جرالد بی. گرینبرگ
  - رز—Robert L. Wolfe, C. Timothy O'Meara

### دهه ۱۹۸۰
- ۱۹۸۰ گاو خشمگین—تلما شونمیکر
  - دختر معدنچی زغال سنگ—آرتور اشمیت
  - The Competition—David Blewitt
  - مرد فیل‌نما—آن وی. کوتس
  - شهرت (فیلم ۱۹۸۰)—جری همبلینگ

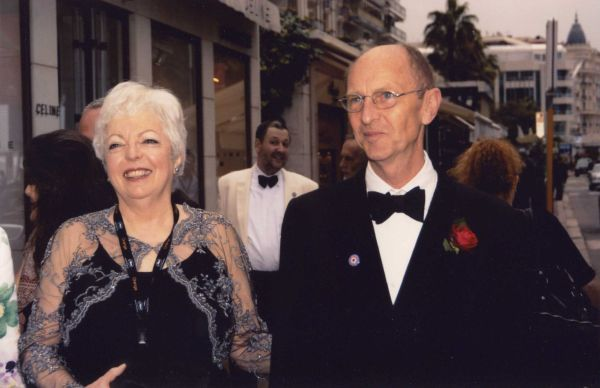
Thelma Schoonmaker and Columba Powell at the جشنواره فیلم کن (2009). Schoonmaker is among the deans of film editing; Powell is the son of مایکل پاول، a prominent film director to whom Schoonmaker was married until his death in 1990.

- ۱۹۸۱ مهاجمان صندوق گمشده—مایکل کان
  - ارابه‌های آتش—تری رالینگز
  - زن ستوان فرانسوی—جان بلوم
  - روی گلدن پاند—Robert L. Wolfe
  - سرخ‌ها—دده آلن، کریگ مک‌کی
- ۱۹۸۲ گاندی—جان بلوم
  - کشتی—هانس نیکل
  - ای. تی. موجود فرازمینی—کارول لیتلتون
  - یک افسر و یک جنتل‌من—پیتر زینر
  - توتسی—فردریک استاینکمپ، ویلیام استاینکمپ
- ۱۹۸۳ مردان واقعی—گلن فار, لیسا فروکتمن, استیون راتر, Douglas Stewart, تام رالف
  - رعد آبی—فرانک موریس، Edward Abroms
  - فلش‌دنس—Bud Smith, Walt Mulconery
  - سیلکوود—سام اوستین
  - شرایط مهرورزی—ریچارد مارکز
- ۱۹۸۴ میدان‌های کشتار—جیم کلارک
  - آمادئوس—Nena Danevic, Michael Chandler
  - انجمن پنبه—بری مالکین،  Robert Q. Lovett
  - گذرگاهی به هند—دیوید لین
  - عشق‌بازی با سنگ—دان کمبرن، فرانک موریس
- ۱۹۸۵ شاهد—تام نابل
  - گروه سرود (فیلم)—جان بلوم
  - خارج از آفریقا—فردریک استاینکمپ، ویلیام استاینکمپ، Pembroke Herring, شلدون کان
  - شرف خانواده پریتزی—رودی فر، Kaja Fehr
  - قطار افسارگسیخته—Henry Richardson
- ۱۹۸۶ جوخه—کلیر سیمپسون
  - بیگانه‌ها—ری لاوجوی
  - هانا و خواهرانش—سوزان ای مورس
  - مأموریت—جیم کلارک
  - تاپ گان—بیلی وبر، کریس لبنزون
- ۱۹۸۷ آخرین امپراتور—گابریلا کریستیانی
  - اخبار تلویزیون—ریچارد مارکز
  - امپراتوری خورشید—مایکل کان
  - جذابیت مرگبار—مایکل کان، پیتر ئی. برگر
  - پلیس آهنی—فرانک جی. اوریوست
- ۱۹۸۸ چه کسی برای راجر رابیت پاپوش دوخت؟—آرتور اشمیت
  - جان‌سخت—فرانک جی. اوریوست، John F. Link
  - گوریل‌ها در مه—استوارت برد
  - میسیسیپی می‌سوزد—جری همبلینگ
  - مرد بارانی—استو لیندر
- ۱۹۸۹ متولد چهارم ژوئیه—دیوید برنر, جو هاتشینگ
  - رانندگی برای خانم دیزی—Mark Warner
  - بیکرهای شگفت‌انگیز—ویلیام استاینکمپ
  - Glory—استیون روزنبلوم
  - خرس—Noëlle Boisson

### دهه ۱۹۹۰
| سال                               | فیلم                                                                               | تدوین‌گر |
| --------------------------------- | ---------------------------------------------------------------------------------- | ------- |
| ۱۹۹۰ (۶۳)                         |                                                                                    |         |
| رقصنده با گرگ‌ها                   | نیل تراویز                                                                         |         |
| روح                               | والتر مرچ                                                                          |         |
| پدرخوانده: قسمت سوم               | بری مالکین، لیسا فروکتمن، and والتر مرچ                                            |         |
| رفقای خوب                         | تلما شونمیکر                                                                       |         |
| شکار برای اکتبر سرخ (فیلم)        | دنیس ویرکلر and جان رایت                                                           |         |
| ۱۹۹۱ (۶۴)                         |                                                                                    |         |
| جی‌اف‌کی                            | جو هاتشینگ و پیترو اسکالیا                                                         |         |
| The Commitments                   | جری همبلینگ                                                                        |         |
| سکوت بره‌ها                        | کریگ مک‌کی                                                                          |         |
| نابودگر ۲: روز داوری              | کانرد باف چهارم، مارک گلدبلت، و ریچارد ای. هریس                                    |         |
| تلما و لوییز                      | تام نابل                                                                           |         |
| ۱۹۹۲ (۶۵)                         |                                                                                    |         |
| نابخشوده                          | جوئل کاکس                                                                          |         |
| غریزه اصلی                        | فرانک جی. اوریوست                                                                  |         |
| بازی گریه                         | Kant Pan                                                                           |         |
| چند مرد خوب                       | رابرت لیتان                                                                        |         |
| بازیگر                            | Geraldine Peroni                                                                   |         |
| ۱۹۹۳ (۶۶)                         |                                                                                    |         |
| فهرست شیندلر                      | مایکل کان                                                                          |         |
| فراری                             | دنیس ویرکلر, David Finfer, Dean Goodhill, Don Brochu, Richard Nord, and Dov Hoenig |         |
| در خط آتش                         | آن وی. کوتس                                                                        |         |
| به نام پدر                        | جری همبلینگ                                                                        |         |
| پیانو                             | ورونیکا جنت                                                                        |         |
| ۱۹۹۴ (۶۷)                         |                                                                                    |         |
| فارست گامپ                        | آرتور اشمیت                                                                        |         |
| حلقه رؤیاها                       | Frederick Marx, استیو جیمز (تهیه‌کننده), and William Haugse                         |         |
| داستان عامه‌پسند                   | سالی منکه                                                                          |         |
| رستگاری در شائوشنگ                | ریچارد فرانسیس-بروس                                                                |         |
| سرعت                              | جان رایت                                                                           |         |
| ۱۹۹۵ (۶۸)                         |                                                                                    |         |
| آپولو ۱۳                          | مایک هیل و دانیال پی. هانلی                                                        |         |
| عزیز                              | مارکوس دارسی و Jay Friedkin                                                        |         |
| دلاور                             | استیون روزنبلوم                                                                    |         |
| جزر و مد سرخ                      | کریس لبنزون                                                                        |         |
| هفت                               | ریچارد فرانسیس-بروس                                                                |         |
| ۱۹۹۶ شصت و نهمین دوره جوایز اسکار |                                                                                    |         |
| بیمار انگلیسی                     | والتر مرچ                                                                          |         |
| اویتا                             | جری همبلینگ                                                                        |         |
| فارگو                             | برادران کوئن                                                                       |         |
| جری مگوایر                        | جو هاتشینگ                                                                         |         |
| درخشیدن                           | Pip Karmel                                                                         |         |
| ۱۹۹۷ (70th)                       |                                                                                    |         |
| تایتانیک                          | کانرد باف چهارم، جیمز کامرون، و ریچارد ای. هریس                                    |         |
| ایر فورس وان                      | ریچارد فرانسیس-بروس                                                                |         |
| بهتر از این نمی‌شه                 | ریچارد مارکز                                                                       |         |
| ویل هانتینگ خوب                   | پیترو اسکالیا                                                                      |         |
| محرمانه لس‌آنجلس                   | پیتر هونس                                                                          |         |
| ۱۹۹۸ (71st)                       |                                                                                    |         |
| نجات سرباز رایان                  | مایکل کان                                                                          |         |
| زندگی زیباست                      | سیمونا پاجی                                                                        |         |
| خارج از دید                       | آن وی. کوتس                                                                        |         |
| شکسپیر عاشق                       | دیوید گمبل                                                                         |         |
| خط باریک سرخ                      | بیلی وبر، لسلی جونز، و Saar Klein                                                  |         |
| ۱۹۹۹ (72nd)                       |                                                                                    |         |
| ماتریکس                           | زک استینبرگ                                                                        |         |
| زیبایی آمریکایی                   | طارق انور (تدوین‌گر)                                                                |         |
| قوانین خانه سایدر                 | Lisa Zeno Churgin                                                                  |         |
| نفوذی                             | ویلیام گلدنبرگ، Paul Rubell, و David Rosenbloom                                    |         |
| حس ششم                            | اندرو موندشاین                                                                     |         |

### دهه ۲۰۰۰
| سال                       | فیلم                                           | تدوین‌گر |
| ------------------------- | ---------------------------------------------- | ------- |
| ۲۰۰۰ (73rd)               |                                                |         |
| قاچاق                     | استیون میریون                                  |         |
| تقریباً مشهور              | جو هاتشینگ و Saar Klein                        |         |
| گلادیاتور                 | پیترو اسکالیا                                  |         |
| ببر خیزان، اژدهای پنهان   | تیم اسکوایرز                                   |         |
| پسران شگفت‌انگیز (فیلم)    | دده آلن                                        |         |
| ۲۰۰۱ (74th)               |                                                |         |
| سقوط شاهین سیاه           | پیترو اسکالیا                                  |         |
| ارباب حلقه‌ها: یاران حلقه  | جان گیلبرت (تدوینگر)                           |         |
| ذهن زیبا                  | مایک هیل و دانیال پی. هانلی                    |         |
| ممنتو                     | دودی دورن                                      |         |
| مولن روژ!                 | Jill Bilcock                                   |         |
| ۲۰۰۲ (75th)               |                                                |         |
| شیکاگو                    | مارتین والش                                    |         |
| دار و دسته‌های نیویورکی    | تلما شونمیکر                                   |         |
| ساعت‌ها                    | پیتر بویل                                      |         |
| دو برج                    | Michael Horton                                 |         |
| پیانیست                   | اروه دو لوز                                    |         |
| ۲۰۰۳ (76th)               |                                                |         |
| بازگشت پادشاه             | جیمی سلکرک                                     |         |
| شهر خدا                   | Daniel Rezende                                 |         |
| کوهستان سرد               | والتر مرچ                                      |         |
| ناخدا و فرمانده: آخر دنیا | Lee Smith                                      |         |
| سیبیسکوت                  | ویلیام گلدنبرگ                                 |         |
| ۲۰۰۴ (77th)               |                                                |         |
| هوانورد                   | تلما شونمیکر                                   |         |
| وثیقه                     | Jim Miller و Paul Rubell                       |         |
| در جستجوی ناکجاآباد       | Matt Chesse                                    |         |
| دختر میلیون دلاری         | جوئل کاکس                                      |         |
| ری                        | Paul Hirsch                                    |         |
| ۲۰۰۵ (۷۸)                 |                                                |         |
| تصادف                     | هیوز وینبورن                                   |         |
| مرد سیندرلایی             | مایک هیل و دانیال پی. هانلی                    |         |
| باغبان وفادار             | کلیر سیمپسون                                   |         |
| مونیخ                     | مایکل کان                                      |         |
| سربه‌راه باش               | مایکل مک‌کاسکر                                  |         |
| ۲۰۰۶ (۷۹)                 |                                                |         |
| رفتگان                    | تلما شونمیکر                                   |         |
| بابل                      | Douglas Crise و استیون میریون                  |         |
| الماس خونین               | استیون روزنبلوم                                |         |
| فرزندان انسان             | آلفونسو کوارون و Alex Rodríguez                |         |
| یونایتد ۹۳                | Clare Douglas, Richard Pearson, و کریستوفر روس |         |
| ۲۰۰۷ (۸۰)                 |                                                |         |
| اولتیماتوم بورن           | کریستوفر روس                                   |         |
| لباس غواصی و پروانه       | ژولیت ولفلینگ                                  |         |
| به‌سوی طبیعت وحشی          | جی کسیدی                                       |         |
| جایی برای پیرمردها نیست   | برادران کوئن                                   |         |
| خون به پا خواهد شد        | دیلن تیکنر                                     |         |
| ۲۰۰۸ (۸۱)                 |                                                |         |
| میلیونر زاغه‌نشین          | کریس دیکنز                                     |         |
| مورد عجیب بنجامین باتن    | کرک بکستر و آنگوس وال                          |         |
| شوالیه تاریکی             | Lee Smith                                      |         |
| فراست/نیکسون              | مایک هیل و دانیال پی. هانلی                    |         |
| میلک                      | الیوت گراهام                                   |         |
| ۲۰۰۹ (۸۲)                 |                                                |         |
| مهلکه                     | کریس اینیس و باب مورافسکی                      |         |
| آواتار                    | جیمز کامرون، John Refoua, و استیون ای. ریوکین  |         |
| منطقه ۹                   | جولین کلارک                                    |         |
| حرامزاده‌های لعنتی         | سالی منکه                                      |         |
| پرشس                      | جو کلوتز                                       |         |

### دهه ۲۰۱۰
| سال                              | فیلم                                        | تدوین‌گر |
| -------------------------------- | ------------------------------------------- | ------- |
| ۲۰۱۰ ()۸۳                        |                                             |         |
| شبکه اجتماعی                     | آنگوس وال و کرک بکستر                       |         |
| قوی سیاه                         | اندرو ویزبلوم                               |         |
| ۱۲۷ ساعت                         | جان هریس                                    |         |
| مشت‌زن                            | Pamela Martin                               |         |
| سخنرانی پادشاه                   | طارق انور (تدوین‌گر)                         |         |
| ۲۰۱۱ (۸۴)                        |                                             |         |
| دختری با خالکوبی اژدها           | آنگوس وال و کرک بکستر                       |         |
| آرتیست                           | Anne-Sophie Bion و میشل آزاناویسوس          |         |
| فرزندان                          | کوین تنت                                    |         |
| هوگو                             | تلما شونمیکر                                |         |
| مانیبال                          | کریستوفر تلفسن                              |         |
| ۲۰۱۲ (۸۵)                        |                                             |         |
| آرگو                             | ویلیام گلدنبرگ                              |         |
| زندگی پای                        | تیم اسکوایرز                                |         |
| لینکلن                           | مایکل کان                                   |         |
| دفترچه امیدبخش                   | جی کسیدی و Crispin Struthers                |         |
| سی دقیقه پس از نیمه‌شب            | دیلن تیکنر و ویلیام گلدنبرگ                 |         |
| ۲۰۱۳ (۸۶)                        |                                             |         |
| جاذبه                            | آلفونسو کوارون و مارک سنگر                  |         |
| ۱۲ سال بردگی                     | جو واکر                                     |         |
| حقه‌بازی آمریکایی                 | جی کسیدی، Crispin Struthers و آلن باومگارتن |         |
| کاپیتان فیلیپس                   | کریستوفر روس                                |         |
| باشگاه خریداران دالاس            | ژان-مارک ولی و Martin Pensa                 |         |
| ۲۰۱۴ (۸۷)                        |                                             |         |
|                                  |                                             |         |
| شلاق                             | تام کراس                                    |         |
| تک‌تیرانداز آمریکایی              | جوئل کاکس و گری دی. روچ                     |         |
| پسرانگی                          | ساندرا ادیر                                 |         |
| هتل بزرگ بوداپست                 | Barney Pilling                              |         |
| بازی تقلید                       | ویلیام گلدنبرگ                              |         |
| فیلم در ۲۰۱۵ (۸۸)                |                                             |         |
| مکس دیوانه: جاده خشم             | مارگارت سیکسل                               |         |
| رکود بزرگ (فیلم)                 | هانک کوروین                                 |         |
| بازگشته (فیلم ۲۰۱۵)              | استیون میریون                               |         |
| اسپات‌لایت (فیلم ۲۰۱۵)            | تام مک‌آردل                                  |         |
| جنگ ستارگان: نیرو برمی‌خیزد       | ماریان براندون و ماری جو مارکی              |         |
| فیلم در ۲۰۱۶ (۸۹)                |                                             |         |
| ستیغ هک‌سا                        | جان گیلبرت (تدوینگر)                        |         |
| ورود (فیلم ۲۰۱۶)                 | جو واکر                                     |         |
| اگر سنگ از آسمان ببارد           | جیک رابرتز (تدوین‌گر)                        |         |
| لا لا لند                        | تام کراس (تدوین‌گر)                          |         |
| مهتاب (فیلم ۲۰۱۶)                | نت سندرز و جوئی مک‌میلن                      |         |
| فیلم در ۲۰۱۷ (۹۰)                |                                             |         |
| دانکرک (فیلم ۲۰۱۷)               | لی اسمیت                                    |         |
| بیبی راننده                      | پل مکلیس                                    |         |
| من تونیا هستم                    | تاتیانا اس. ریگل                            |         |
| شکل آب                           | سیدنی وولینسکی                              |         |
| سه بیلبورد خارج از ابینگ، میزوری | جان گریگوری                                 |         |

- جایزه اسکار بهترین کارگردانی
- جایزه اسکار بهترین بازیگر نقش اول زن
- جایزه اسکار بهترین بازیگر نقش اول مرد
- جایزه اسکار بهترین بازیگر نقش مکمل مرد
- جایزه اسکار بهترین بازیگر نقش مکمل زن
- بازیگران نامزد در بیش از پنج اسکار
- جایزه اسکار بهترین فیلم انیمیشن
- جایزه اسکار افتخاری